# Togg T10X
Togg T10X – elektryczny samochód osobowy typu SUV klasy średniej produkowany pod turecką marką Togg od 2022 roku.

## Historia i opis modelu

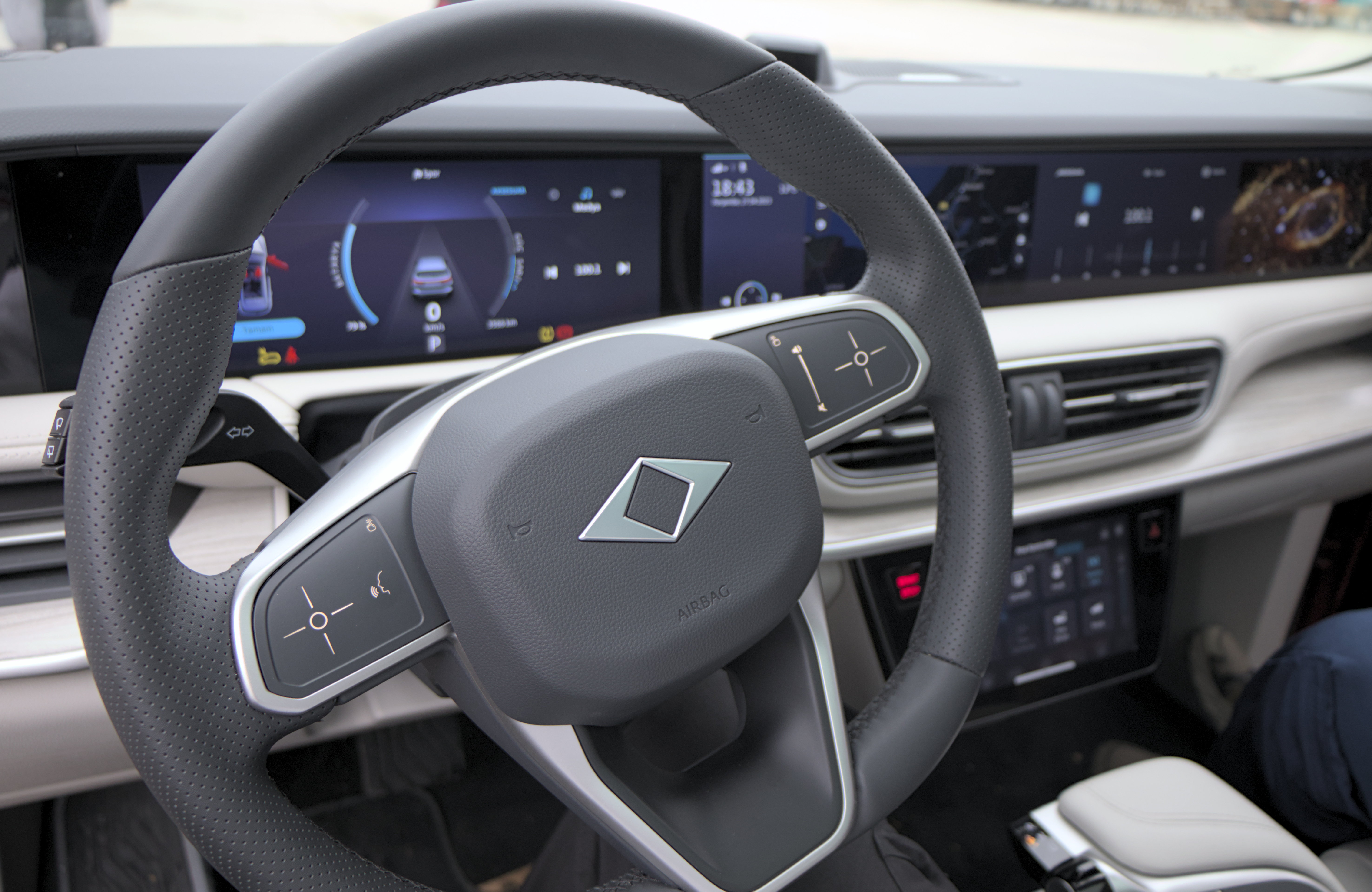
Togg T10X - kokpit

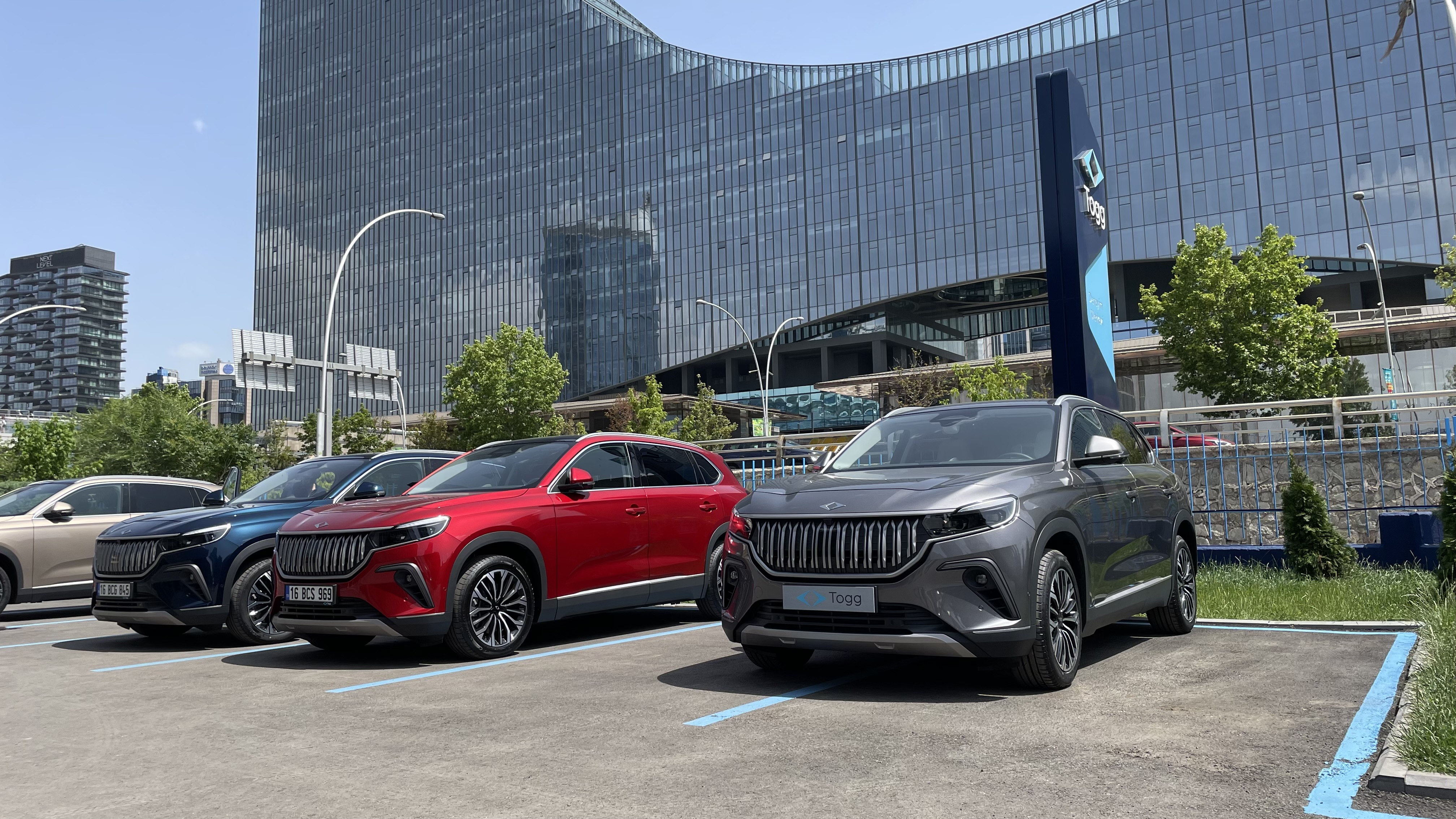
Togg T10X - opcje kolorystyczne

Pod koniec grudnia 2019 roku w towarzystwie prezydenta Turcji Recepa Tayyipa Erdoğana odbyła się oficjalna prezentacja dwóch pierwszych prototypów nowo powstałej lokalnej marki TOGG. Podczas wydarzenia w siedzibie firmy w Gebze przedstawiono zapowiedzi przyszłej gamy modelowej - kompaktowego sedana oraz SUV-a. Produkcyjny model skierowano do prac konstrukcyjnych tuż po premierze, nabierając zaawansowanego tempa w pierwszej połowie 2022 roku. W styczniu zaprezentowano oficjalne zdjęcia gotowego modelu, z kolei w maju niemieckich drogach sfotografowano zamaskowany przedprodukcyjny egzemplarz seryjnego samochodu. W marcu 2023 oficjalnie ogłosiła, że pojazd otrzymał nazwę Togg T10X.
SUV otrzymał projekt nadwozia w wykonaniu włoskiego studia Pininfarina, wyróżniając się wąskimi i agresywnie zarysowanymi reflektorami, a także dużą imitacją wlotu powietrza dominującą pas przedni. W kokpicie znalazło się z kolei kilka dużych wyświetlaczy pozwalających wskazywać wszystkie niezbędne funkcje pojazdu. Samochód zyskał bogate wyposażenie obejmujące opcjonalnie m.in. okno dachowe, podgrzewane fotele czy kamerę cofania. Producent wykorzystał też rozbudowane systemy wsparcia kierowcy oraz bezpieczeństwa jazdy. Do budowy T10X wykorzystywane są komponenty w 51% pochodzące od tureckich dostawców, z pozostałymi elementami improtowanymi zza granicy. Docelowo w kolejnych latach produkcji firma chce zwiększyć udział rodzimych komponentów do 65%.

### Sprzedaż
Produkcja oraz sprzedaż SUV-a marki Togg miała rozpocząć się docelowo w 2022 roku, na początku z przeznaczeniem na wewnętrzny turecki rynek. Do wytwarzania tego modelu zbudowano od podstaw zakłady w tureckim Gemlik pod Bursą, których konstrukcja ruszyła w połowie 2020 roku, a zakończyła się jesienią 2022. Pierwsze sztuki opuściły zakłady z końcem października 2022, uruchamiając pełnosklową produkcję pół roku później - w marcu 2023. Przedstawicielstwo Togg deklaruje starania maksymalnego obniżenia emisji CO2 podczas procesu wytwarzania swojego elektrycznego SUV-a. Cena samochodu na rynku tureckim wyniosła równowartość ok. 50 tysięcy euro. Firma ogłosiła też w momencie premiery plany uruchomienia sprzedaż także na eksportowych rynkach europejskich. W międzyczasie, we wrześniu 2023 T10X uzyskało 33-procentowy udział rynkowy, na pół roku od uruchomienia produkcji zdobywając 3,4 tysiąca nabywców w Turcji.

### Dane techniczne
Według pierwotnych założeń, Togg T10X miał być oferowany w dwóch wariantach mocy - 200-konnym oraz 400-konnym, umożliwiając zasięg na jednym ładowaniu do ok. 450 kilometrów i rozpędzenie się do 100 km/h w 4,8 sekundy. Informacje te potwierdziły się po prezentacji seryjnego modelu w styczniu 2022. Podstawowa odmiana rozwija 204 KM mocy i przenosi moc na tylną oś, z kolei napęd topowej tworzą dwa silniki przenoszące moc na obie osie i osiągające łącznie 408 KM. Wariant Standard Range wyposażony został w baterię o pojemności 52,4 kWh, oferując ok. 314 kilometrów zasięgu na jednym ładowaniu. Odmiana Long Range zyskała większy akumulator o pojemności 88,5 kWh, umożliwiając ok. 523 kilometry na jednym naładowaniu.